# パドルコントローラ
パドルコントローラ(英: Paddle controller)とは、回して操作するための円形のツマミを備えたゲームコントローラのことである。単にパドル(Paddle)と呼ばれるほか、ツマミだけを指してパドルと呼ぶこともある。元々パドルとは、英語で卓球のラケットのことを指す言葉だが、卓球を模したビデオゲームである『ポン』を始め、ボールを打ち返すタイプのゲームに多用されたことから、この種のコントローラもパドルと呼ばれるようになった。

## 概要

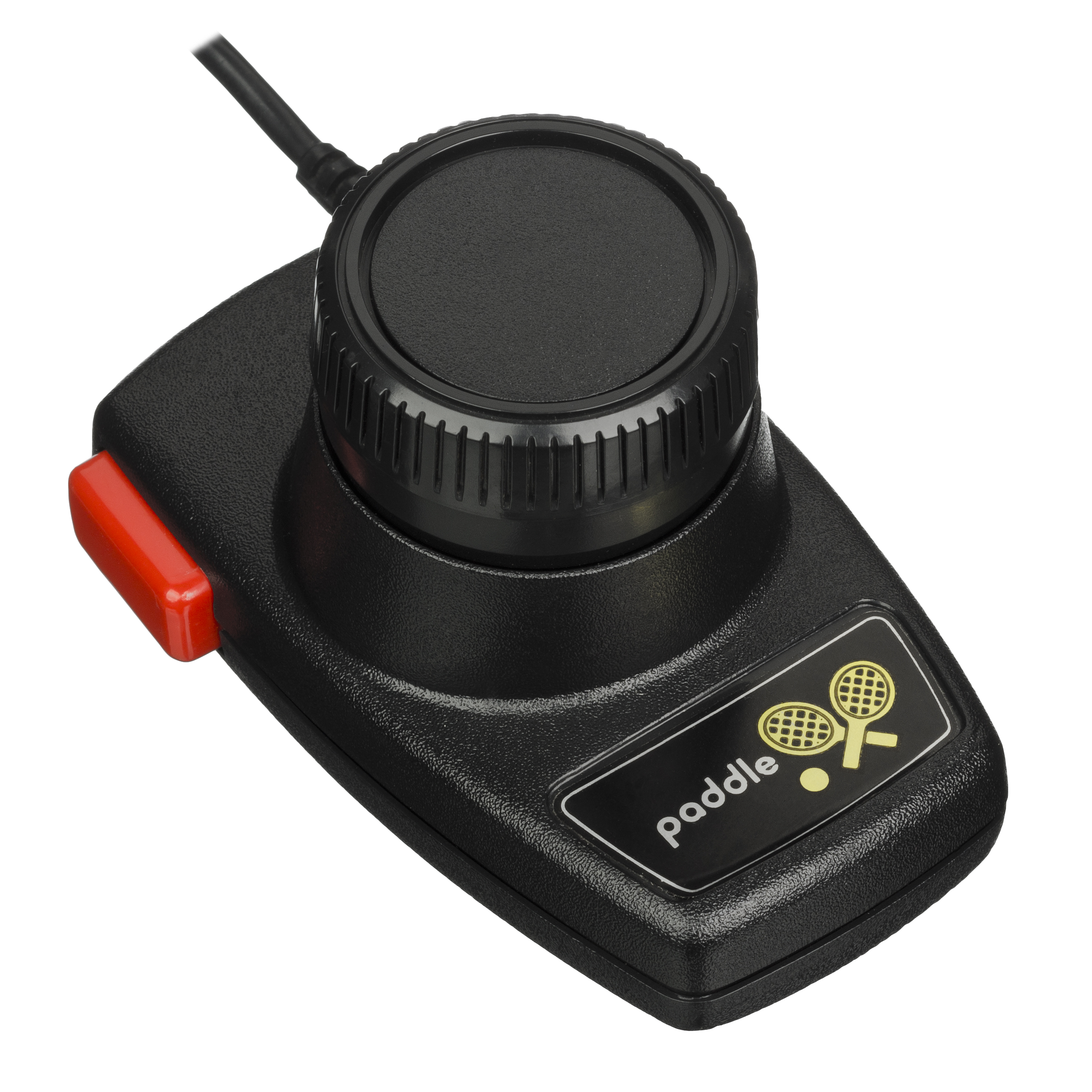
Atari 2600用のパドルコントローラ

パドルコントローラのツマミは主に、ゲーム画面上の一本の軸上を移動する物体（ボールを打ち返すための「パドル」など）を操作するために用いられる。
角度を入力するデバイスとしては、ステアリングコントローラと目的が同一である。Atariのアーケードゲーム『Night Driver』のAtari 2600移植版などのように、車のハンドルに見立てて使用するなどの例外はあるものの、パドルコントローラは基本的に、レースゲーム用のステアリングコントローラとは区別される。
（デジタル式の）ジョイスティックや十字キーなどの押しボタンによるゲームの操作は、基本的に方向の指示である。それに対しパドルコントローラによる操作は、角度あるいは回転角という絶対位置ないし絶対量の指示であり、両者は対照的といえる。
他分野では、たとえばラジコン模型自動車のプロポでは同様のものを「ホイラー」（wheel（車輪）より）と呼んでおり、必ずしもゲームコントローラ以外で同じ用語が一般に通用するわけではない。

## 構造
初期に使われたポテンショメータによるパドルは、角度がアナログの抵抗値として得られるので、アナログ-デジタル変換回路を通して量子化し利用する。回転範囲は330°ほどであるが、オーディオ機器のボリュームと違い、ゲームでは端まで勢いよく繰り返して何度も回されるために寿命の問題があった。また『キャメルトライ』などのように、同じ方向にずっと回すこともあるゲームには使えない。
『アルカノイド』ではロータリエンコーダ（w:Rotary encoder）が利用された。何回転でも自由にでき、光センサー式であればセンサー部の摩耗がなく、故障も少ない。以後アーケードゲームでは光センサー式が主流となった。ロータリエンコーダにはアブソリュート型とインクリメンタル型があり、コストやゲームの内容などによって選択される。

## 採用例

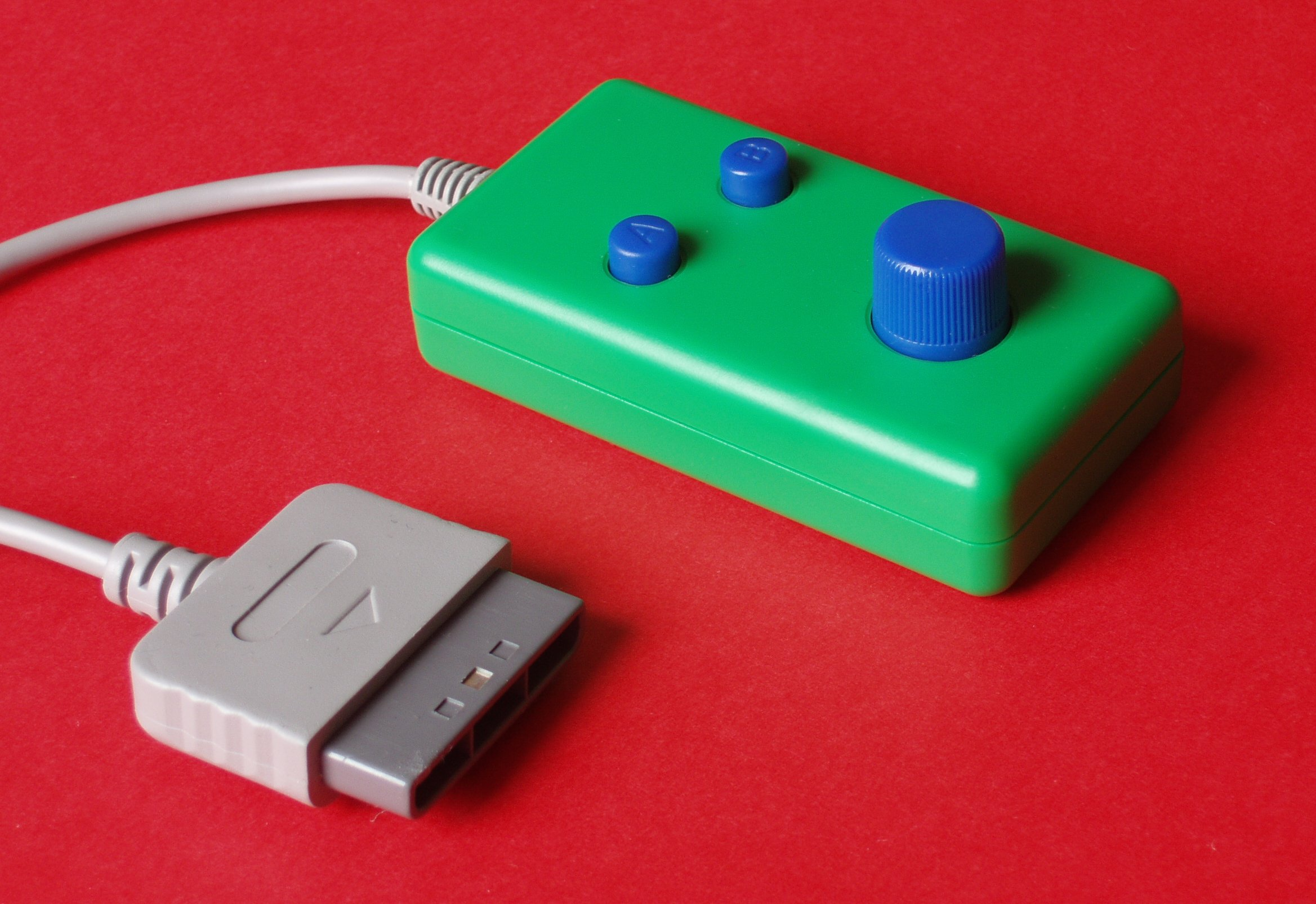
プレイステーション用のパドルコントローラ.

パドルコントローラは、複雑な操作を要求されない単純な内容が多かった、初期のビデオゲームに多く用いられている。
初めて商業的に成功した家庭用ゲーム機であるAtari 2600は、いくつかのゲームにパドルコントローラを対応させていた。またVIC-1001（海外ではVIC-20）のような初期のパーソナルコンピュータにも用いられていた。携帯機への採用という珍しい例では、初のカートリッジ交換型携帯ゲーム機であるMicrovisionに小さいパドルが搭載されていた。
変わったものでは『キャメルトライ』のパソコン移植にあわせ作られた、マウスを取り付けてセンサーとして利用する、マウスパッドを回すようなパドルコントローラーがある。